# Temno
Temno (griego moderno Τήμνος, griego antiguo Τῆμνος, eólico Τᾶμνος)  fue una pequeña polis griega situada en la costa oeste de Anatolia, en Eólida, cercana al río Hermo, el cual figura en sus monedas. Estaba emplazada en una elevación desde la que se dominaban los territorios de Cime, Focea y Esmirna. 
Dependía del Imperio aqueménida en 394 a. C., sin embargo Jenofonte menciona que Dercílidas hablaba de Temno como una polis autónoma pese a estar sometida (ὑπῄκοος) al rey persa. Pero esta observación tal vez no debería tomarse demasiado en serio. Nunca fue miembro de la Liga de Delos.
Era una floreciente comunidad en el periodo helenístico. En ella se ubicaba un templo en honor a Apolo Cineo, que fue expoliado e incendiado en el año 155 a. C. por Prusias de Bitinia en su guerra contra el Reino de Pergamo. Bajo César Augusto estaba ya en declive. En época de Tiberio fue destruida por un terremoto (año 17). En tiempos de Plinio el Viejo estaba deshabitada. Nunca fue reconstruida.
El gentilicio es temnite (griego antiguo Τημνίτης, eólico Ταμνίτας).
Temno acuñó monedas de bronce en el siglo IV a. C., con la leyenda ΤΑ.